# اواکلین، نیوجرسی
اواکلین (به انگلیسی: Oaklyn) شهری در ایالت نیوجرسی کشور ایالات متحده آمریکا است که جمعیت آن در سرشماری سال ۲۰۱۰ میلادی، ۴٬۰۳۸ نفر بوده‌است.